# Man-At-Arms
Man-At-Arms, il cui vero nome è Duncan, è un personaggio immaginario creato nel 1981 da Mattel per la linea di giocattoli dei Masters of the universe (in italiano "I dominatori dell'universo") distribuiti a partire dal 1982.

## Storia del personaggio
Il suo personaggio fu uno dei primi ad essere introdotti sia nella serie di action figure (1982) che nei rispettivi minicomic, mini-fumetti allegati agli action figure, che nel successivo cartone animato (1983). Il suo aspetto ricordava quello di un futuristico gladiatore spaziale con delle influenze da conquistadores. Inizialmente Man-At-Arms fu concepito dal disegnatore Mark Taylor come un ricercatore/spazzino di attrezzature high-tech provenienti dai resti di una civiltà precedente che era stata distrutta. Il team marketing della Mattel gli chiese di incorporare più tecnologia possibile nel personaggio, dato il recente successo della saga di Guerre stellari di cui erano stati già realizzati i primi due film in quel periodo. Il disegnatore si ispirò al romanzo di fantascienza di Piers Anthony Sos the Rope (1968) (in italiano Il grande cerchio), su un personaggio che si reca in una terra desolata dove un tempo viveva una civiltà superiore dove scava e tira fuori la loro tecnologia dandogli un enorme vantaggio su tutti gli altri.

### Primi minicomic (1982-1983)
Nel primo minicomic, He-Man and the Power Sword (1982), Man-At-Arms viene descritto come appartenente ad un popolo di "maestri di tutte le armi" ed è un alleato indipendente e occasionale di He-Man col quale si allea per sconfiggere Skeletor e i suoi scagnozzi quando necessario. Nel minicomic The Tale of Teela! (pubblicato nel 1983), Man-At-Arms è già un personaggio fisso e appartenente alla corte reale del palazzo di Eternia ed è anche descritto per la prima volta come il padre adottivo di Teela.

### Serie Filmation (1983-1987)

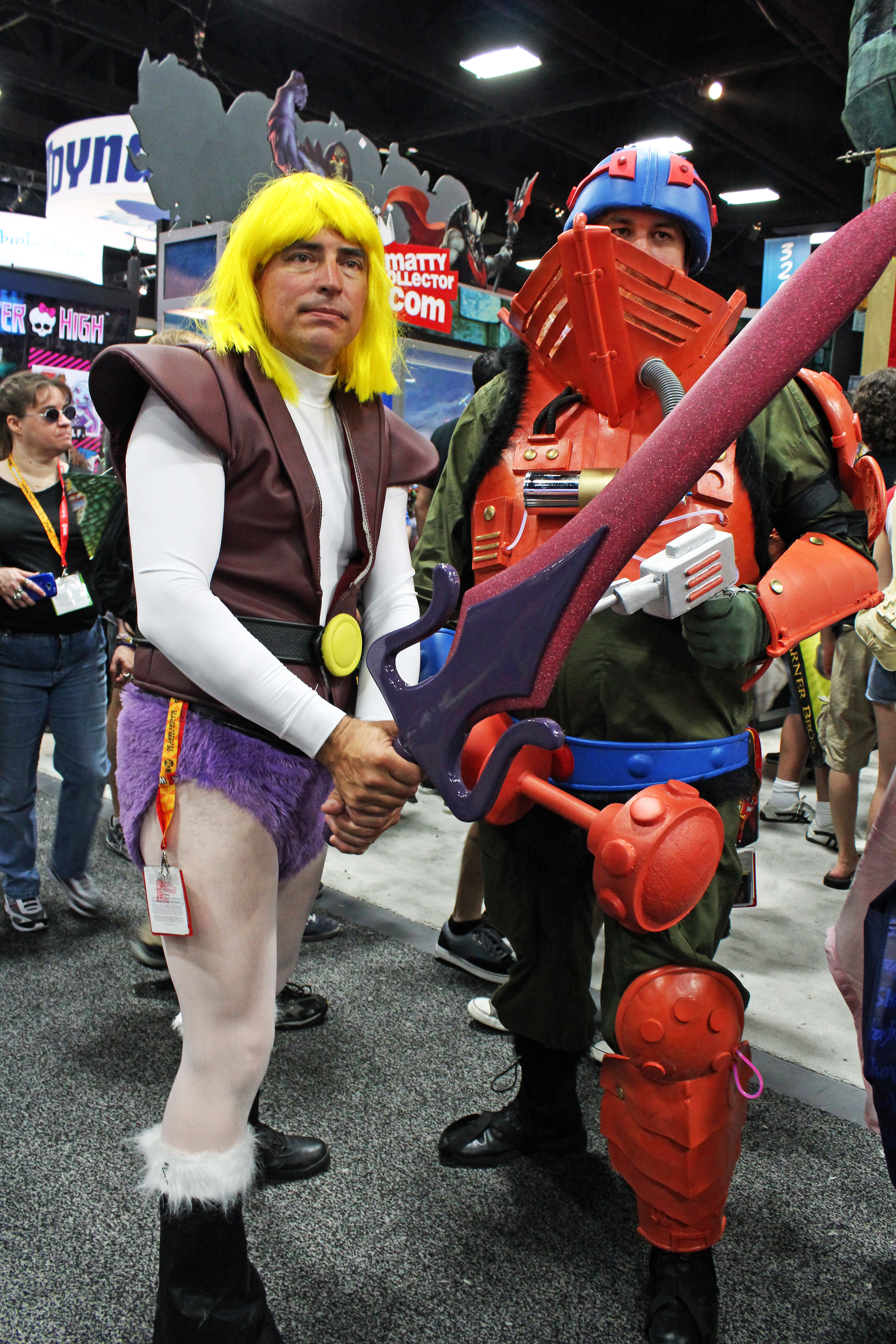
Un cosplayer del principe Adam e uno di Man-at-Arms al San Diego Comic-Con 2012

Nelle serie a cartoni animati realizzate dalla Filmation, He-Man e i dominatori dell'universo (1983-1985) e She-Ra, la principessa del potere (1985-1987), e nei due lungometraggi, Il segreto della spada e He-Man e She-Ra: Speciale Natale (entrambi del 1985), Duncan è un inventore, scienziato e soldato presso la corte reale del palazzo di Eternos a Eternia e padre adottivo di Teela, oltre che il mentore del principe Adam. Sorceress, madre naturale di Teela, chiese a Duncan di prendersene cura, perché il suo compito di proteggere il castello di Grayskull le avrebbe impedito di servire il suo compito di madre adeguatamente. Man-At-Arms veste un'uniforme leggermente diversa da quelle standard delle altre guardie reali, lasciando intendere che sia anche un soldato di alto rango o un generale delle guardie, anche se questo non viene mai specificato nella serie. I baffi che lo contraddistinguono non erano presenti nell'action figure originale e furono aggiunti dalla Filmation per dargli un aspetto più adulto e più "paterno". In questa versione, Duncan è spesso vittima dei trucchi malriusciti del mago e menestrello di corte, Orko. Man-At-Arms è anche una delle uniche tre persone ad essere a conoscenza della vera identità di He-Man.
Nell'adattamento italiano è stato rinominato Menetarus..

### Serie remake (2002-2004)
Nella serie remake He-Man and the Masters of the Universe del 2002 è un personaggio decisamente più serioso e dai tratti più oscuri, con molte più connessioni con Sorceress di quante ne mostrasse nelle precedenti serie. Viene inoltre specificato che il suo rango è quello di generale. Rimane, così com'era nella serie originale, il padre adottivo di Teela ed il mentore di Adam. Viene inoltre rivelato che è il fratello minore di Fisto. Vista la sua reazione quando Sorceress gli parla del padre originale di Teela, di cui non si vede il volto, alla fine dell'episodio 29, sono nate speculazioni sul fatto che possa essere lui o possibilmente Fisto. Data l'interruzione della serie anticipatamente, che è rimasta senza un finale di stagione vero e proprio, tale mistero permane.

### Serie reboot (2021-2022)
Nella serie reboot in CGI He-Man and the Masters of the Universe (2021-2022), tutti i personaggi sono stati ringiovaniti e le loro storie radicalmente riscritte: Duncan è un ragazzo adolescente timido e impacciato che, assieme al suo gruppo di giovani amici, tra i quali un giovane principe Adam, una Teela dal design completamente cambiato, Cringer/Battle-Cat e Krass'tine scoprirà i poteri dei Dominatori dell'universo, potere che trasforma lui in Man-At-Arms, un guerriero con armatura e armi speciali, e i suoi amici in altri Guerrieri Eroici con dei superpoteri.

### RevelationeRevolution(2021-2024)
Nella serie Masters of the Universe: Revelation (2021) e nel suo seguito Masters of the Universe: Revolution (2024), sequel delle serie Filmation, Duncan è un guerriero in pensione che passa il ruolo di nuovo "Man-At-Arms" (che da questa serie in poi diventa un titolo ufficiale nel rango delle guardie Reali di Eternia) a sua figlia Teela. Quest'ultima rinuncia al titolo quando scopre che era stata tenuta all'oscuro della vera identità di He-Man, il Principe Adam. Dopo aver combattuto al fianco dei Guerrieri Eroici prima contro Skeletor e in seguito contro Evil-Lyn, dopo una serie di peripezie, Duncan passa, infine, il ruolo di nuovo Man-At-Arms al Tenente Andra. Nella successiva stagione, Duncan fa solo alcune fugaci apparizioni come quando con Orko portano la spada di He-Man al fabbro thenuriano Gwildor per potenziarne il potere e quando combatte assieme agli altri Guerrieri eroici le forze di Hordak e Skeletor.

## Altre apparizioni
Nel film I dominatori dell'universo del 1987, Duncan è un guerriero che affianca He-Man e Teela in un'avventura sul pianeta Terra per sconfiggere Skeletor e i suoi Guerrieri diabolici. In questa versione, Duncan indossa un'armatura grigia invece che arancione e sembra essere il vero padre di Teela e non il padre adottivo. Il suo ruolo è interpretato dall'attore americano John Cypher.